# Quedlinburger Musiksommer

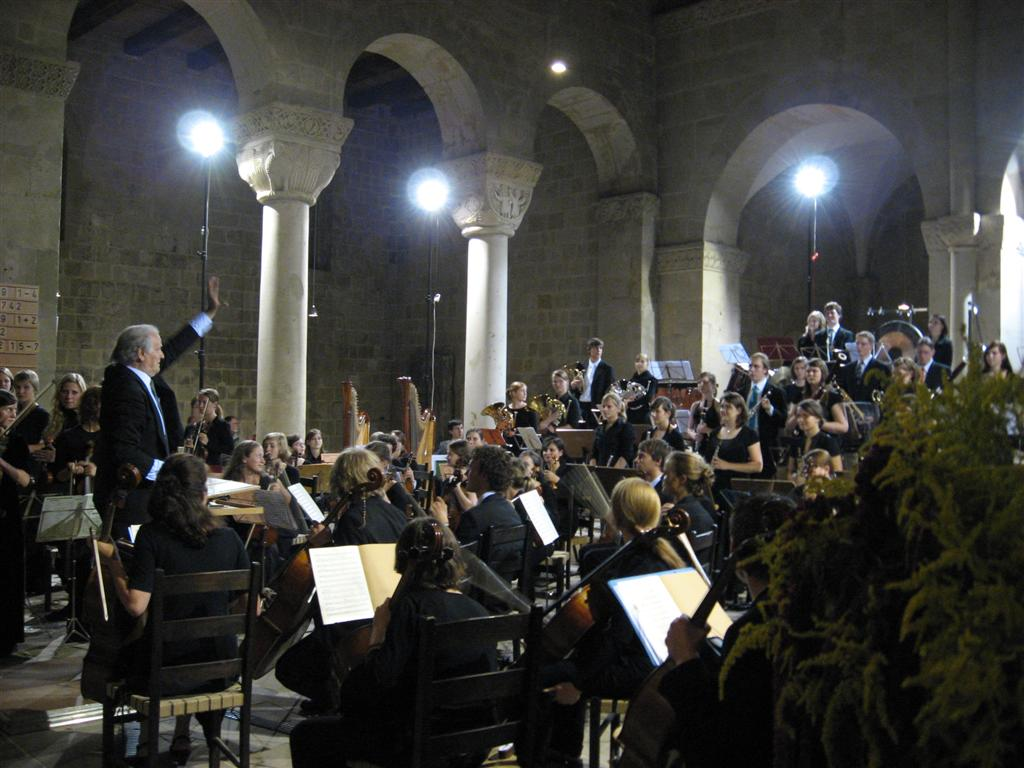
Konzert des Landesjugendsinfonieorchesters Sachsen-Anhalt beim Quedlinburger Musiksommer in der Stiftskirche St. Servatii

Der Quedlinburger Musiksommer ist eine seit 1981 bestehende Konzertreihe, die vor allem in der Stiftskirche St. Servatii in Quedlinburg beheimatet ist und von Kirchenmusikdirektor (KMD) Gottfried Biller in ihrer derzeitigen Form in das Leben gerufen wurde. 2017 bis 2021 übernahm Markus Kaufmann die Leitung, es folgte Marc Holze als neuer Intendant.

## Geschichte
Ausgangspunkt waren verschiedene Konzerte in loser Folge, die ab 1981 vom Domorganisten Gottfried Biller, Bruder des Thomaskantors Georg Christoph Biller, zur Konzertreihe Quedlinburger Musiksommer zusammengefasst wurden. Seitdem gibt es in den Sommermonaten fast wöchentlich verschiedene Konzerte. Beginnend mit 1998 wurde jedes Jahr unter ein bestimmtes Thema gesetzt.
Im Zeitraum August bis November 2010 gab es in der Stiftskirche St. Servatii, dem Hauptwirkungsort, eine Ausstellung über die 30-jährige Geschichte.
Am 2. Oktober 2010 erhielt Organisator Biller unter anderem für sein musikalisches Wirken und für die Belebung der Kultur mit seiner Chorleitertätigkeit und vielen Konzerten vor allem in 30 Jahren Musiksommer, die Ehrenbürgerschaft der Stadt Quedlinburg. Für selbige Leistungen gab es im Dezember für Biller noch den Verdienstorden der Bundesrepublik Deutschland.
Gründer Gottfried Biller ging zum März 2017 in den Ruhestand. Nachfolger wurde der aus Lichtenstein in Sachsen stammende Organist Markus Kaufmann, der Ende 2021 an die Nikolaikirche Leipzig wechselt.

### Die Themen der Konzertreihen
Bisherige Themen waren Junge Musik in alten Mauern im Jahr 2003, es folgte Quedlinburg und Osteuropa ein Jahr später. Das Motiv des Jahres 2005 war Quedlinburg mit Barock und Sinfonie, im Jahr 2006 bildete Gregorianik und Moderne das leitende Thema. Mit Orgelklang und Engelsgesang wurde 2007 als Thema gewählt, gleich drei Schwerpunkte: Quedlinburg und Romantik sowie Stadt der starken Frauen und zum Jahr der Domschätze waren 2008 zu hören. Für 2009 wird das Thema Quedlinburg und Moderne – das 20. Jahrhundert ausgewählt. Zum 30-jährigen Jubliäm 2010 wird die Konzertreihe vom 12. Juni bis zum 11. September viele Künstler darbieten, die bereits einmal beim Musiksommer auftraten.
- 2006: Gregorianik und Moderne

Die Verbindung von alt und neu, von Tradition und Moderne wurde in vielfältigen Konzerten erlebbar gemacht. Der gregorianische Gesang wurde in seinen Facetten im Eröffnungskonzert der Schola Gregoriana Pragense dargeboten. Eine direkte Gegenüberstellung versuchte das Calmus Ensemble von gregorianischem Choral mit unter anderem Strawinsky und Monteverdi. Eine Mischung eher stellte das Konzert des mdr-Musiksommers dar mit dem Kammerchor Tenebrae (Cambridge). Dahingegen ganz modern und Quedlinburg verbunden zeigte sich das Konzert Vor den Bildern Feininger, dessen Fuge Nr. 2 in modernen Variationen zu seinen Bildern gespielt wurde. Das Abschlusskonzert musste aufgrund Krankheit abgesagt werden. So konnte nach dem 25-jährigen Jubiläumskonzert von musica juventa ein weiteres Jubiläumskonzert den Musiksommer schließen: Die Prinzen brachten zum Tag des Offenen Denkmals ihr Sonderkonzert natürlich akustisch zum 15-jährigen Bestehen vor vielen hunderten Zuhörern dar; neben bekannten Liedern standen – dem Ort und dem Motto des Musiksommers angemessen – auch alte Stücke aus dem gregorianischen Repertoire auf dem Programmplan.
- 2007: Mit Engelssang und Orgelklang

„Die Sehnsucht der Menschen nach Heilung und Hilfe, Schönheit und Hoffnung, Leichtigkeit und Geborgenheit findet in den Bildern von Engeln ihren Widerhall.“ (Gottfried Biller) Dieses Vorwort des Programms 2007 sollte auf die Leichtigkeit und das verspielte Programm hindeuten. Dies griff auch der mdr-Musiksommer auf, der erneut in Quedlinburg gastierte, Vokalmusik von 800 bis 1400 wurden unter dem Namen Engelssang dargeboten. Gleich zwei Programme gedachten auch Paul Gerhardt, der vor 400 Jahren geboren wurde: Markus (Gesang) und KMD Biller (Orgel) sowie Sarah Kaiser mit ihrer Band spielten Lieder des Kirchenlieddichters. Weitere zwei Konzerte wurden von jungen Künstlern gestaltet: das Jugend-Barockorchester der Europäischen Union unter der Leitung von Lars Ulrik Mortensen musizierten wird auf historischen Instrumenten während das Landesjugendsinfonieorchester Sachsen-Anhalts unter Heribert Beissel ihr Sommerprogramm darboten (und dabei nicht ohne mehrfache Zugaben entlassen wurden). Vor dem Abschlusskonzert mit unter anderem Mozarts Krönungsmesse (KV 317) und Bachs Kantate BWV 29 gastierte Dirk Zöllner mit seinen Chansons und Ausschnitten aus Jesus Christ Superstar
- 2008: Quedlinburg und Romantik, Quedlinburg – Stadt der starken Frauen und Zum Jahr der Domschätze

Viele namhafte Künstler gestalteten die 17 Konzerte, die gleich unter drei Themen standen. Die Kölner Akademie versuchte sich erfolgreich in einer Rekonstruktion des Konzertes vom 3. Juli 1824 (damals in Quedlinburg unter der Leitung von Carl Maria von Weber) aus Anlass des 100. Geburtstages von Friedrich Gottlieb Klopstock. Veronika Fischer und Gisela Steineckert stellten Lieder und Lesungen gegenüber. Lieder im Märchenmantel nannte Gerhard Schöne sein Programm, das vor allem bei Familien großen Anklang fand. Ebenso eine Einzigartigkeit wie die Lieder von Gerhard Schöne stellt das einzige weibliche Blechblasensemble Europas dar, die Women in Brass. Als schwierig stuften die Sänger des Quedlinburger Oratorienchor ihr Konzert zum Abschluss ein, das Paulus-Oratorium von Felix Mendelssohn Bartholdy, welches bereits ein Jahr nach seiner Uraufführung in Düsseldorf und Birmingham in Quedlinburg zu hören war.
- 2009: Quedlinburg und die Moderne – das 20. Jahrhundert, Schirmherr:

Der 29. Musiksommer (13. Juni – 12. September) steht vor allem im Zeichen der regionalen Künstler. So gibt es zahlreiche Konzerte mit (ehemaligen) Quedlinburger Musikern. Um auch der Jugend Zugang zu Konzerten in historischen Gebäuden, waren diesmal ein Drittel der Konzerte für Schüler und Studenten kostenlos zu besuchen. Highlights werden unter anderem die Konzerte mit Camerata Köln, ars quitilinga – die Wiederaufführung des anlässlich zur Rückführung des Domschatzes 1994 geschriebenen Stückes sowie das Konzert mit Angelika Milster unter dem Thema Classic meets Musical – Ein Kirchenkonzert. Das Abschlusskonzert beinhaltet sinfonische Werke von Igor Stravinsky (Psalmensinfonie und Messe), Felix Mendelssohn Bartholdy (Der 42. Psalm) und Johann Sebastian Bach. Schirmherr war Jan-Hendrik Olbertz, damaliger Kultusminister des Landes Sachsen-Anhalt.
- 2010: Jubiläum – 30. Quedlinburger Musiksommer

Das Jubiläumsjahr (12. Juni – 11. September) soll Künstler zurück nach Quedlinburg locken, die bereits einmal beim Quedlinburger Musiksommer auftraten. Bei der großen Auswahl der vielen Künstler wurde vor allem auf eine erlesene Auswahl gesetzt: Das Bachorchester des Gewandhauses Leipzig eröffnet die Saison, der Thomanerchor Leipzig gibt ein Sonderkonzert mit den Gebrüdern Biller, das Hilliard Ensemble, Harmonic Brass München, Jugendsinfonieorchester Sachsen-Anhalt, ensemble amarcord Leipzig, die 12 Cellisten der Berliner Philharmoniker und das Barockorchester der Europäischen Union bestreiten ein Teil der Konzerte. Daneben haben der Quedlinburger Oratorienchor und das Orchester musica juventa aus Halle (Saale) erneut feste Plätze im Programm.
- 2011: Leicht und transportabel

Das Motto 2011 entstand aus den Bedingungen, die im Vorfeld des Musiksommers zu erwarten sind: eine mehrmonatige Vollsperrung des Aufgangs zum Schlossberg. Da in dieser Phase nur die Pastorentreppe zur Verfügung steht, können nur transportable Instrumente in der Stiftskirche neben der Orgel erklingen. Daher wird für das Eröffnungs- und Abschlusskonzert sowie für zwei weitere 18 Konzerte umfassenden Reihe in andere Kirchen zusätzlich ausgewichen. Zu Gast sein waren das Münchener Bachorchester, The Lubbock Chorale mit einer Uraufführung von O Magnum Mysterium von Peter Fischer (USA), der Dresdner Kreuzchor, das Calmus Ensemble Leipzig, Die 14 Berliner Flötisten wie auch OPUS 4 – Posaunisten des Gewandhausorchesters zu Leipzig. Schirmherr war der Kultusminister des Landes Sachsen-Anhalt, Herr Stephan Dorgerloh.
- 2012: Die Orgel eine Königin

Auch im Vorfeld der Planungen für den 2012er Musiksommer waren die Bauarbeiten auf dem Schlossberg noch nicht abgeschlossen. So wurde als ebenfalls stets vorhandenes Instrument die Orgel zum Themenschwerpunkt erkoren. Die traditionelle Orgelwanderung war dabei nur ein Punkt. Wie Biller in seinem Vorwort äußerte, gab es ein Konzert „Weltkulturerbe trifft Weltkulturerbe“, wo der Gesang im Stil der Iso-Polyphonie aus Albanien (seit 2005 UNESCO-Weltkulturerbe) in der Stiftskirche (seit 1994 UNESCO-Weltkulturerbe) aufgeführt wurde. Weiterhin feierte das Collegium Canticum Novum sein 30-jähriges Bestehen, das Trauerspiel Adam des Quedlinburger Schriftstellers Klopstock wurde dreimal aufgeführt und das Berliner Akkordeon Quartett (BAQ) gastierte neben weiteren lokalen, regionalen und überregionalen Künstlern.
- 2013: VOCALISEN

Vom 15. Juni bis 14. September standen vor allem die Werke im Vordergrund, die sich unter dem Begriff Vocalisen Mitte des 18. Jahrhunderts und am Beginn des 19. Jahrhunderts formten. Gäste waren unter anderem die Meissner Kantorei 1961 und das Andreas-Kammerorchester Erfurt. Zudem gab es ein Preisträgerkonzerte des Landeschorwettbewerbes Sachsen-Anhalts. Schirmherr war Thomaskantor Biller, der ebenfalls ein Konzert mitgestaltet.
- 2014: Un-er-hört

Im Zeitraum 14. Juni bis 13. September werden alte und neue Werke gespielt, die mit Mitteln der Improvisation, des Arrangierens und der Umstellung von Instrumentengruppen verändert werden und damit so bisher kaum er-hört bzw. auf diese Weise un-ge-hört sind. Geplante Künstler werden neben Ragna Schirmer und dem Oboenensemble des Concert Royal Köln auch der Dresdner Kreuzchor sein, wobei letzterer im Rahmen des mdr-Musiksommers beim Quedlinburger Musiksommer auftritt. Der Quedlinburger Oratorienchor wird traditionell ein Konzert als Liturgischen Abendsegen wie auch das Abschlusskonzert gestalten.
- 2015: merk-würdig

Das Eröffnungskonzert wird am 13. Juni mit Joachim Schäfer stattfinden. Weitere Künstler im Verlauf der insgesamt 16 Konzerte sind unter anderem: Die 12 Cellisten aus Berlin, der Thomanerchor aus Leipzig und das Landesjugendsinfonieorchester Sachsen-Anhalts. Neben klassischen Konzerten gibt es diesmal eine Orgelkonzertreihe sowie zwei Veranstaltungen, die mit dem Medium Sprache die Verbindung zu Quedlinburg schaffen: einmal mit Texten des in Quedlinburg geborenen Johann Friedrich Klopstock in der Vertonung von Georg Philipp Telemann und des ebenfalls in Quedlinburg gebürtigem Johann Heinrich Rolle. Ein anderes Konzert verbindet Musik und Sprache von Alessando Grandi (1586–1630), Johann Sebastian Bach (1685–1750) und Peter E. Rompf (* 1940) mit Improvisationen zu Bildern von Wilfried Georg Barber. Die Konzertreihe endet, analog zu den Zeiträumen in den Vorjahren, am 12. September mit einem Konzert des Quedlinburger Oratorienchores.
- 2016: Jahreszeiten

Vom 17. Juni bis 10. September wurden insgesamt drei Jubiläen begangen: 35 Jahre Quedlinburger Musiksommer, 45 Jahre Schuke-Orgel in der Stiftskirche Quedlinburg und 50 Jahre Oratorienchor Quedlinburg. Dies wurde mit mehreren Orgelkonzerten, Vorträgen und der traditionellen Gestaltung des Abschlusskonzertes durch den Oratorienchor gewürdigt. Künstler waren unter anderem das Münchener Bach-Orchester mit der Solistin Rebekka Hartmann, The PLAYFORDS, der Sächsische Kammerchor, das symphonische Bläserquintett Hamburg zusammen mit dem Cellisten David Stromberg, das Suffolk Youth Orchestra (königliches Jugendsinfonieorchester aus England), Anna Carewe mit Oli Bott, sowie das Jourist Quartett. Zum Abschluss wurden passend zum Motto Die Jahreszeiten von Joseph Haydn aufgeführt. Die Schirmherrschaft übernahm der Oberbürgermeister der Stadt Quedlinburg, Herr Frank Ruch.
- 2017: Reformation – Ende und Anfang

Passend zum Lutherjahr 2017 und dem Wechsel von KMD Gottfried Biller zu seinem Nachfolger Markus Kaufmann sollte das Programm einen Wechsel darstellen. Beginn ist mit dem frei zusammengestelltem Oratorium Von Ende und Anfang mit Werken von Johann Sebastian Bach. Conrad Bauer (Posaune) wird zusammen mit Warnfried Altmann (Saxophon) ein Jazz- und Improvisationskonzert geben. Mit Olja Kaiser wird die Harfe in den Mittelpunkt gestellt. Das Vocalconsort Leipzig wird alle Bach-Motetten aufführen. Julia Botchkoskaia wird den traditionellen Klavierabend im Schlossmuseum spielen. Ein Experiment soll die Livebegleitung eines Stummfilms mit der Orgel in der Blasiikirche sein. Abschluss bildet ein Konzert mit Der Moldau von Smetana sowie einer Reformationskantate des Quedlinburger Komponisten Albert Becker.
- 2018: Brüderlichkeit

Mit diesem Begriff sollte der Rahmen der Musiker und der Musik beschrieben werden. Es werden zahlreiche Geschwisterpaare auftreten, als auch einige Konzerte mit Musik von Geschwistern aufgeführt werden. Zu der vom 16. Juni bis 8. September stattfinden Konzertreihe werden unter anderem die Gebrüder Kaufmann (Domorganist Markus Kaufmann mit seinem jüngeren Bruder Pascal Kaufmann), Julian und Roman Wasserfuhr, The Twiolins, Sayaka und Yumi Schmuck sowie Sabine und Siegfried Petri. Musikalisch wird unter anderem im Barockkonzert auf die Kantaten von Johann Sebastian Bach und seinen Söhnen eingegangen. Gedanken zum Thema Brüderlichkeit wird Martin Brambach zusammen mit Flautandi Köln aufgreifen. Mit Beethovens 5. Sinfonie, Liszts Totentanz sowie den Wasserspielen der Villa d’Este wird der Musiksommer am Abend vor dem Tag des offenen Denkmals beendet.
- 2019: Klang, Pracht & Gloria

Das Thema aus drei Worten korrespondiert mit den drei Festjahren, die Quedlinburg 2019 feiert (1100 Jahre Königserhebung Heinrich I., 30 Jahre Friedliche Revolution und 25 Jahre Aufnahme in die UNESCO-Weltkulturerbeliste) und zum Sachsen-Anhalt-Tag mit den drei Worten Welterbe Weltoffen Willkommen beschreibt. Die Konzerte gehen vom 15. Juni bis 7. September und enden damit wie in den vorangegangenen Jahren am Vortag zum Tag des offenen Denkmals. Künstler, welche bereits einmal in diesem Rahmen auftraten sind Harmonic Brass, Prolatio, das Ensemble Amarcord (in Zusammenarbeit mit dem mdr Musiksommer) sowie Alma de Arrabal. Neben dem 1994 uraufgeführten und für den Quedlinburger Domschatz geschriebenen Stück Ars quitilinga wird von Thomas König ein neues Stück aufgeführt, welches mit den Nachbauten der historischen Renaissance-Flöten des Quedlinburger Schlossmuseums gespielt wird. Weiterhin werden Martin Strohhäcker, das Collegium Canticum Novum sowie die Gebrüder Markus und Pascal Kaufmann spielen. Mit der Internationalen Chorakademie und dem Bläserseminar mit Harmonic Brass gibt es zwei Konzerte, die auch im Vorfeld durch Laienmusikerseminare eine Vorbereitungszeit haben und im Rahmen des Quedlinburger Musiksommers ihre Werke aufführen.
- 2020: Visionen

Der 40. Quedlinburger Musiksommer steht im Zusammenhang mit der Wiedereinweihung der grundlegend sanierten Röver-Orgel in der Marktkirche (Quedlinburg). Aufgrund der Bauarbeiten am Quedlinburger Schlossberg wird die Marktkirche 2020 auch Hauptaustragungsort sein. Mit Michael Trischan ist ein Benefizkonzert zum 30-jährigen Jubiläum der Lebenshilfe im Landkreis Harz geplant. Weitere Künstler sind Dorothee Mields, der Kammerchor der Dresdner Frauenkirche, Irute und Samuel Kummer. Mit Martin Thren gibt es eine Verbindung von wissenschaftlichem Vortrag und Musik. Karsten Mittag wird live zum Klavier Bilder malen. Erneut dabei sind der Schauspieler Martin Brambach und das Dresdner Orchester Blechreiz, musica juventa aus Halle (Saale) werden anlässlich des 60. Jubiläums ein klassisches Beatles-Konzert geben. Den Abschluss bildete ein Doppelkonzertwochenende mit Mitgliedern des Sächsischen Sinfonieorchesters sowie amici musicae, die die ursprünglich mit der Yokohama Choral Society aus Japan geplanten Aufführung der h-Moll Messe von J.S. Bach übernahmen. Die Konzertreihe fand trotz der COVID-19-Pandemie wie geplant vom 13. Juni bis 20. September 2020 statt. Die Konzerte wurden dabei größtenteils doppelt durchgeführt, um die verringerten Kapazitäten ausgleichen zu können. Der Thomanerchor gab ein Doppelkonzert im Oktober.
- 2021: Macht Musik

Der 41. Quedlinburger Musiksommer fand wie geplant vom 12. Juni bis 11. September statt. Dabei standen Werke von Charles-Marie Widor im Vordergrund. Künstler waren unter anderem Harmonic Brass aus München, der Meißener Kantorei, dem Thomanerchor Leipzig, Anna Stolte und Spectachoral. Der Leiter des Akademischen Orchesters der Martin-Luther-Universität Halle-Wittenberg, Matthias Erben, gab sein letztes Konzert als Leiter des Orchesters im Rahmen des Quedlinburger Musiksommers. Im zweiten Teil spielten Concilium musicum (Wien) mit einem Werk für Kastraten, die BrassBand Jena und das Sächsische Sinfonieorchester Chemnitz. Als Solokünstler waren unter anderem Markus und Pascal Kaufmann sowie der Schauspieler Michael Trischan zu hören. MDR Kultur übertrug einen Radiogottesdienst im Rahmen der Konzertreihe. Als Austragungsort diente wieder die Marktkirche, da die Stiftskirche weiterhin wegen Bauarbeiten nicht bespielbar ist.
- 2022: Harmonien der Ewigkeit

Nachdem im Dezember 2021 Markus Kaufmann an die Nikolaikirche Leipzig wechselte, übernahm Marc Holze zunächst die Leitung des 42. Quedlinburger Musiksommers. Aufgrund der andauernden Bauarbeiten auf dem Schlossberg fand dieser hauptsächlich in der Marktkirche statt. Eröffnet wurde die Konzertreihe vom Sächsischen Barockorchesters unter der Leitung des Thomaskantors i. R. Gotthold Schwarz. Weiterhin waren die Dresdner Streichersolisten, das spanische Fukio-Saxophonquartett und der Kammerchor der Frauenkirche Dresden. Mit miXtur und VoxpoP gab es ein gemeinsames Programm zweier ganz unterschiedlicher Formatierungen. Höhepunkte waren unter anderem das Orgel-Tuba-Konzert (mit Jörg Wachsmuth), dem Titularorganist von Notre-Dame Paris, Olivier Latry, das Festivalorchester unter der Leitung von Pascal Kaufmann sowie das Abschlusskonzert am Vortag des Tags des offenen Denkmals, mit Mozarts Krönungsmesse (KV 317) und Exsultate, jubilate (KV 165).
- 2023: Hymnen für die Ewigkeit

Mit wechselnden Spielorten zwischen Markt-, Nikolai- und Aegidiikirche, sowie der Stiftskirche und dem Julius-Kühn-Institut ist auch ein Konzert in Ditfurt geplant. Die Brandenburgischen Konzerte von Bach, gespielt von la festa musicale eröffnet die Saison doppelt: mit einem Konzert speziell für Kinder am Nachmittag, und dem klassischen Konzert am Abend. Weiterhin werden das EnsembleVokal Karlsruhe, das Preußische Kammerorchester mit Joachim Schäfer, Michael Veltmann, Sjaella und das Ensemble nu:n auftreten. Ebenfalls wiederkehrende Künstler der Konzertreihe sind unter anderem Concert Royal Köln, The Playfords und das Sächsische Blechbläser Consort. Der mdr-Musiksommer macht nach einigen Jahren Pause wieder Station, diesmal mit dem Schlagzeuger Johannes Fischer. Das Abschlusskonzert vom Quedlinburger Oratorienchor traditionell gestaltet führt Händels Te Deum (HWV 278) auf.

## Künstler
Die einzelnen Konzerte werden von lokalen und regionalen Künstlern, aber auch von Musikern aus ganz Deutschland und anderen Ländern, gestaltet.
Neben dem Anliegen, Musik für ein breites Publikum zugänglich zu machen, wird auch einem breiten Spektrum von Musikern ein Platz geboten. So wechseln sich lokale und regionale mit nationalen und teilweise internationalen Künstlern ab.
Musikalisch sind vor allem klassische Konzerte zu hören, daneben gibt es auch speziell für jüngere Zuhörer Jazz-, Pop- und Gospelkonzerte ebenso von Liedermachern und experimentelle Musik. Auch einige Theaterprojekte wurden und werden realisiert.
Der mdr-Musiksommer (u. a. 2010), der Thomanerchor Leipzig unter der Leitung des Thomaskantors Georg Christoph Biller, das Landesjugendsinfonieorchester Sachsen-Anhalt (u. a. 2010) sowie Matthias Eisenberg gastieren regelmäßig im Rahmen des Quedlinburger Musiksommers.
Bekannte Künstler waren unter anderem Angelika Milster (2009), Veronika Fischer (2008), Gerhard Schöne (2008), Sarah Kaiser (2007), das Jugend-Barockorchester der Europäischen Union (2007, 2010), Worldbrass (2007), Dirk Zöllner (2007), Calmus Ensemble (2006, 2011), The Hilliard Ensemble (2005, 2010), Jan Garbarek (2005) sowie die Die Prinzen (2006). Das hallesche Orchester musica juventa unter der Direktion von Matthias Erben gestaltet traditionell zusammen mit dem Quedlinburger Oratorienchor unter der Gesamtleitung von KMD Gottfried Biller das Abschlusskonzert.

## Spielstätten
Spielstätten sind neben der Stiftskirche St. Servatii auch der Barocksaal des Schlossmuseums, der Burgberg sowie für das Wandelkonzert die Orgeln in den umliegenden Dörfern. Aber auch andere Spielstätten in Quedlinburg werden genutzt (zum Beispiel das Foyer des Julius Kühn-Institutes).
2020 bis 2023 ist aufgrund von Bauarbeiten die Marktkirche St. Benedikti die Hauptspielstätte des Musiksommers.

## Förderverein
Anliegen des Organisators KMD Gottfried Biller war es, in der romanischen Stiftskirche im Sommer bezahlbare Konzerte anzubieten, die Angebote für jedes Alter enthalten. Zur Unterstützung dieses Vorhabens wurde im Sommer 2004 der „Förderverein Quedlinburger Musiksommer“ gegründet, der etwa 55 Mitglieder zählt. Im Juli 2021 erhielt der Förderverein für sein bürgerschaftliches Engagement den Romanikpreis in Silber.